# Dorsale Britannia
La dorsale Britannia è una catena montuosa dell'Antartide. Situata in particolare nella Terra di Oates, e in particolare in corrispondenza della costa di Hillary, davanti alla barriera di Ross, la catena, che fa parte della più vasta catena dei monti Transantartici, si estende in direzione est-ovest per circa 110 km. La catena, la cui vetta più elevata risulta essere quella del monte McClintock, che arriva a 3490 m s.l.m., è delimitata a nord dal ghiacciaio  Hatherton, che la divide dai monti Darwin, e dal ghiacciaio Darwin, che la separa dalle monti Cook, e a sud dal ghiacciaio Byrd, che la separa dai monti Churchill.

## Storia
La dorsale Britannia è stata avvistata durante la spedizione Discovery, condotta negli anni 1901-04 dal capitano Robert Falcon Scott, e fu battezzata da quest'ultimo in onore della HMS Britannia, una nave scuola in forza al Britannia Royal Naval College, su cui molti degli ufficiali al seguito di Scott avevano prestato servizio. L'intera formazione è stata poi mappata da membri dello United States Geological Survey (USGS) grazie a fotografie aeree scattate dalla marina militare statunitense (USN) nel periodo 1960-62.

## Mappe
Di seguito una serie di mappe in scala 1:250 000 realizzate dallo USGS:

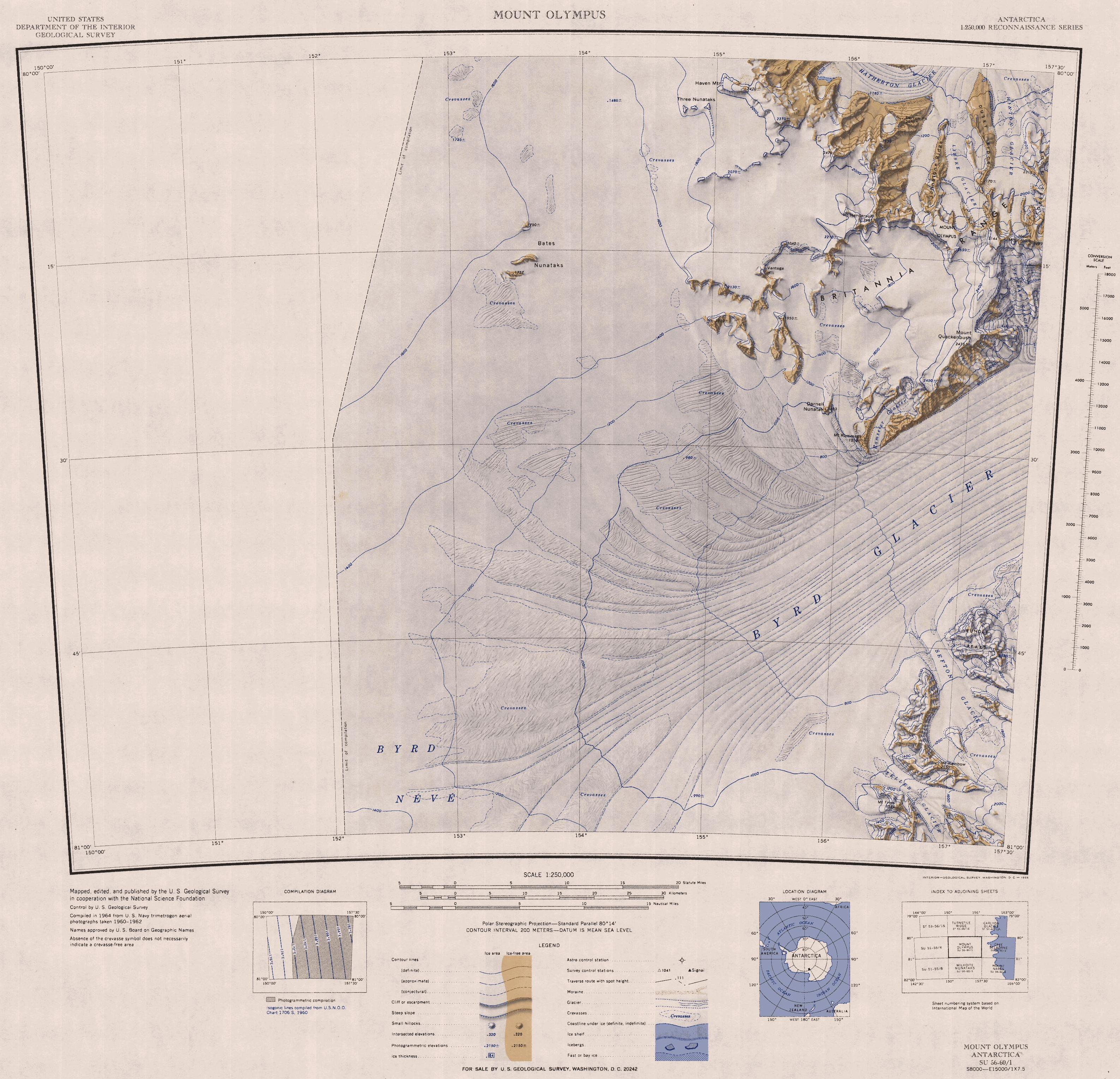
In alto a destra la parte occidentale della catena.
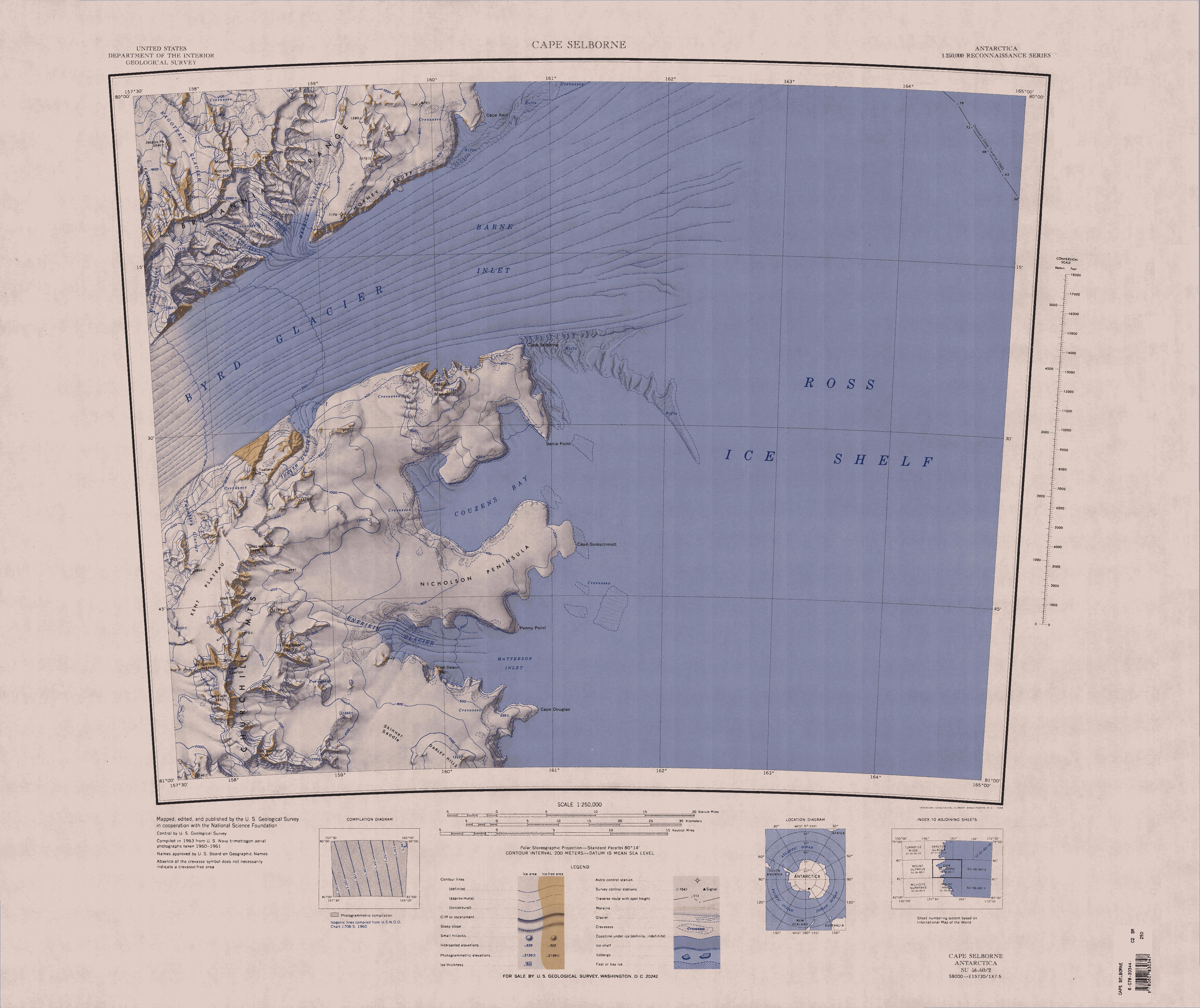
In basso a sinistra la parte orientale della catena.